# Еміль Гуаріні
Еміль Гуаріні (фр. Emile Guarini-Foresio; 4 жовтня 1879, Фазано — 13 листопада 1953, Брюссель) — бельгійський інженер італійського походження, якому належить ідея першої працездатної конструкції автоматичного ретранслятора для реалізації радіорелейного зв'язку.

## Біографічні відомості
Народився 4 жовтня (за ст. стилем) 1879 року в італійській комуні Фазано (італ. Fasano, сиц. Fasanu), розташованій в регіоні Апулія, в провінції Бриндізі.
15 квітня 1903 р. у м. Брюссель (Бельгія) одружився з Léonie Edith Tobiansky.
Еміль Гуаріні відомий тим, що в 1899 році винайшов перший працездатний варіант радіорелейного ретранслятора.
В 1901 році Гуаріні разом з Фернандом Понцеле здійснив серію успішних експериментів з встановлення радіорелейного зв'язку між Брюсселем та Антверпеном. Автоматичний ретранслятор Гуаріні був розташований в м. Мехелен — проміжній станції залізниці, що з'єднує Брюссель з Антверпеном.
В 1903 році Еміль Гуаріні винайшов пристрій, що автоматично передавав по радіо сигнал тревоги при виникненні пожежі. У 1905 року брав участь в електрифікації залізничного транспорту в Перу. З 1906 по 1909 роки був професором фізики та електрики школи мистецтв і ремесел в столиці Перу м. Ліма.
Після повернення до Європи Гуаріні основну увагу у 1922—1923 роках приділяв розробці нових конструкцій електрогенераторів, компресорів, систем охолодження та рефрижераторів. В 1929 році він винайшов новий цикл охолодження.
За заслуги у розвитку техніки Е.Гуаріні Форесіо став кавалером ордена Корони Італії.

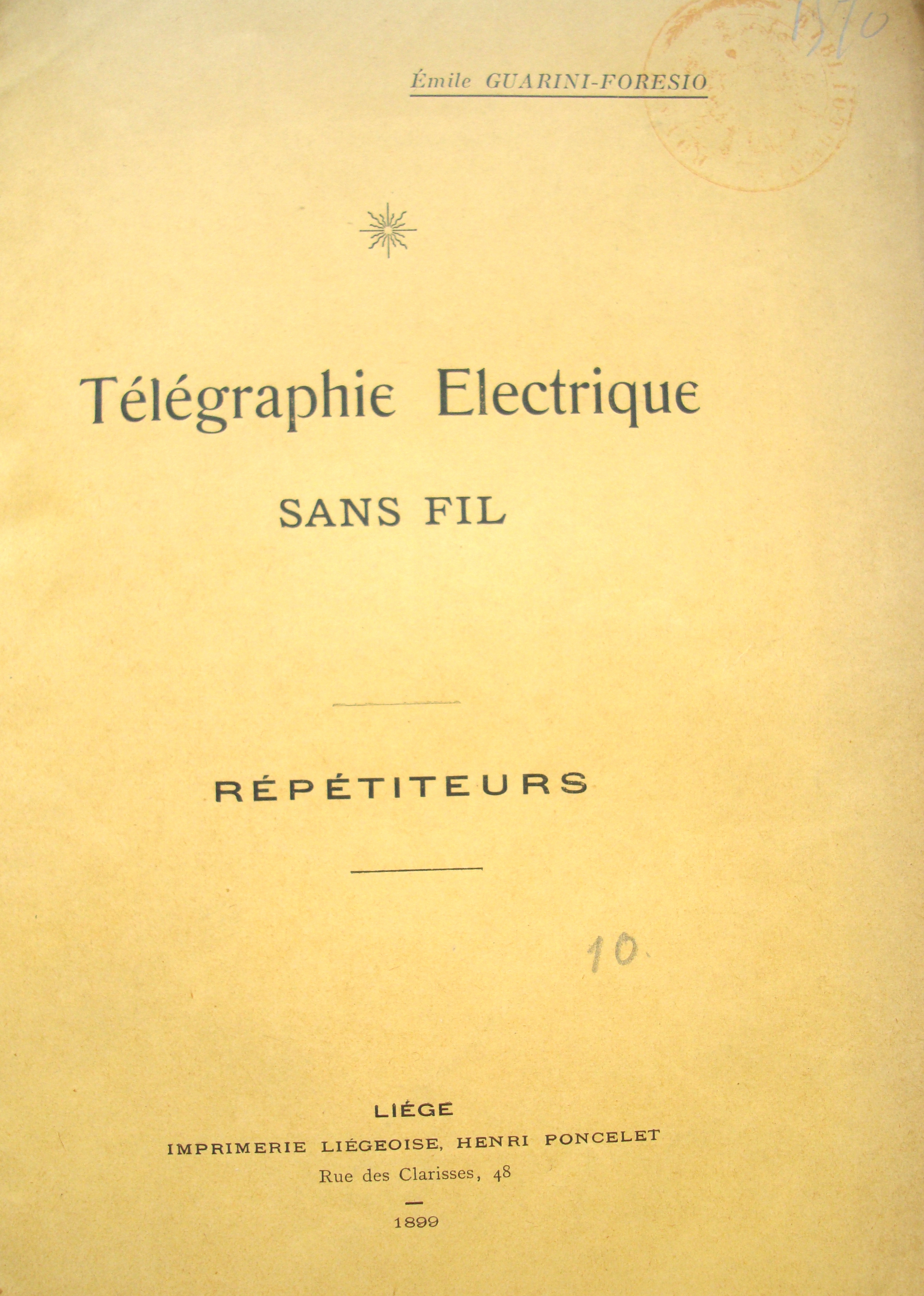
Окладинка книги Еміля Гуаріні Форесіо (1899 рік), в якій описана його конструкція радіорелейного ретранслятора

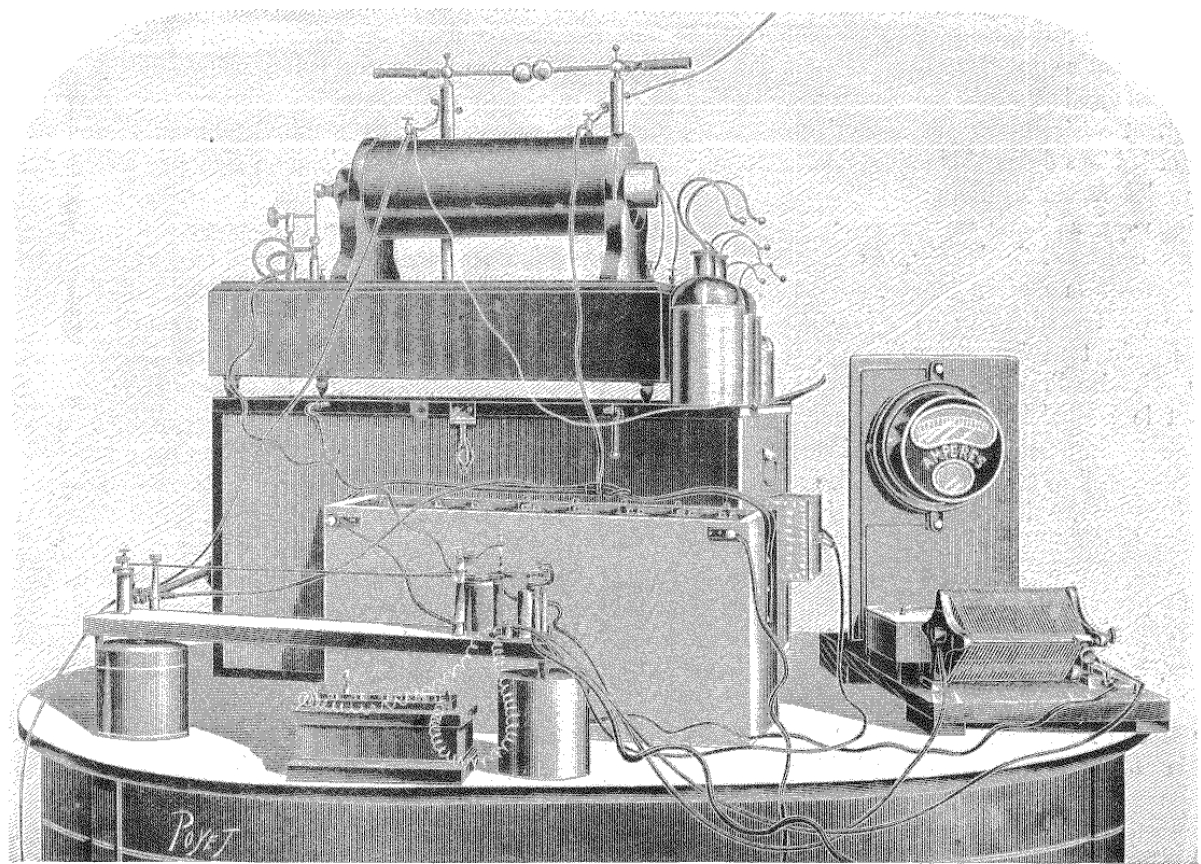
Ретранслятор Еміля Гуаріні

## Основні публікації[2][3]
- Guarini E. 1899, ‘Répétiteurs pour la télégraphie sans fil à toutes distances’, Brevet Belge № 142911. 27 mai 1899, Recueil spécial des brevets d'invention. Bruxelles, Ministère de l'Intérieur,
- Guarini-Foresio É. 1899, ‘Télégraphie électrique sans fil. Répétiteurs’. Liége: impr. de H. Poncelet. 16 p.,
- Guarini Foresio Emilio. Télégraphie sans fil. // Le Mois scientifique et industriel: revue internationale d'information. Paris. Octobre 1899. № 5. Р. 288,
- Guarini-Foresio E. 1899, ‘Installation pour transmettre l'énergie électrique dans une direction déterminée et pour la recevoir’. — Brevet Suisse № 21413, 21 décembre,
- Guarini-Foresio Emil. Schaltungseinrichtung einer Zwischenstation für Funkentelegraphie. — Österreichische Patentschrift № 11484, Klasse 21a. — Angemeldet am 16. August 1899. — Beginn der Patentdauer: 15. November 1902,
- Guarini-Foresio Emile. Improvements in Apparatus for Wireless Telegraphy. — UK Patent № 25591. — Application number GB189925591 (A). — Date of Application (in United Kingdom): 27 Dec., 1899. — First Foreign Application (in Belgium): 27–05–1899. — Accepted: 27 Feb., 1901,
- Guarini-Foresio E. 1900, ‘Improvements in the Method of Transmitting Electric Energy through Ether, and Devices for same’. — UK Patent № 1555. Application number GB190001555 (A). — Date of Application: 24 Jan., 1900. — Accepted: 24 Jan., 1901,
- Guarini Foresio Emilio. Transmission de l'électricité sans fil. — Liege: impr. de H.Poncelet. 1900. 69 p.,
- Guarini-Foresio E. 1903, ‘La télégraphie sans fil, l'œuvre de Marconi: traduit du Scientific American de New-York.’ Bruxelles: Ramlot frères et soeurs. 64 p.k.,
- Il telegrafo in Europa,
- Il telegrafo elettrico,
- Le origini elettriche,
- L'esplosione elettrica,
- L'elettricità in Europa,
- L'opera di Marconi.